# Monte Arsenti
Il monte Arsenti è un rilievo montuoso ubicato a nord ovest di Massa Marittima. La massima elevazione è 561 m, ma la carta IGM riporta la vetta in corrispondenza di un segnale trigonometrico a quota 535 m.
Dal monte Arsenti nasce il fiume Pecora che sfocia dopo 21 km nel golfo di Follonica.